# Takuya Iwata
Takuya Iwata (født 14. juli 1994) er en japansk fodboldspiller, som spiller for den japanske fodboldklub Thespakusatsu Gunma.